# Danh sách cầu thủ tham dự giải vô địch bóng đá nữ Bắc, Trung Mỹ và Caribe 2014
Đây là danh sách các đội hình tham dự Giải vô địch bóng đá nữ Bắc, Trung Mỹ và Caribe 2014.

## Bảng A

### Guatemala
Đội hình được công bố vào ngày 30 tháng 9 năm 2014.
Huấn luyện viên: Benjamín Monterroso
| Số | Vt | Cầu thủ            | Ngày sinh (tuổi)            | Số trận | Câu lạc bộ             |
| -- | -- | ------------------ | --------------------------- | ------- | ---------------------- |
| 1  | TM | Joselin Franco     | 27 tháng 8, 1994 (20 tuổi)  |         | Unifut                 |
| 2  | HV | Daniela Andrade    | 4 tháng 4, 1992 (22 tuổi)   |         | South Florida Bulls    |
| 3  | TV | Marilyn Rivera     | 19 tháng 2, 1992 (22 tuổi)  |         | Unifut                 |
| 4  | TV | Mía Espino         | 6 tháng 9, 1994 (20 tuổi)   |         | UW Parkside Rangers    |
| 5  | HV | Londy Barrios      | 8 tháng 4, 1992 (22 tuổi)   |         | Deportivo Amatitlán    |
| 6  | HV | Gloria Aguilar     |                             |         | Unifut                 |
| 7  | TĐ | Alida Argueta      | 27 tháng 1, 1996 (18 tuổi)  |         | Club Xelajú MC         |
| 8  | TĐ | Amanda Monterroso  | 30 tháng 11, 1993 (20 tuổi) |         | Grand Canyon Antelopes |
| 9  | TĐ | Ana Lucía Martínez | 8 tháng 1, 1990 (24 tuổi)   |         | BCS Clash              |
| 10 | TĐ | Kimberly De León   | 29 tháng 8, 1989 (25 tuổi)  |         | Deportivo Amatitlán    |
| 11 | TĐ | Vilma López        |                             |         | Deportivo Retalhuleu   |
| 12 | TM | Alicia Navas       | 24 tháng 8, 1991 (23 tuổi)  |         | Jutiapanecas Rosal     |
| 13 | TĐ | Aisha Solórzano    | 13 tháng 4, 1998 (16 tuổi)  |         | Unifut                 |
| 14 | HV | Coralia Monterroso | 26 tháng 12, 1991 (22 tuổi) |         | Unifut                 |
| 15 | TV | Christian Recinos  |                             |         | Tyler Junior College   |
| 16 | TV | Cinthya López      | 23 tháng 8, 1993 (21 tuổi)  |         | Unifut                 |
| 17 | TV | Jeniffer Barrios   |                             |         | Club Xelajú MC         |
| 18 | HV | Kellin Mayen       |                             |         | Pares                  |
| 19 | TĐ | Diana Barrera      |                             |         | Albany Great Danes     |
| 20 | TĐ | Melany Cayetano    | 17 tháng 3, 1990 (24 tuổi)  |         | Izabal JC              |

### Haiti
Đội hình được công bố vào ngày 8 tháng 10 năm 2014.
Huấn luyện viên: Shek Borkowski
| Số | Vt | Cầu thủ                 | Ngày sinh (tuổi)            | Số trận | Câu lạc bộ |
| -- | -- | ----------------------- | --------------------------- | ------- | ---------- |
| 1  | TM | Géralda Saintilus       |                             |         |            |
| 2  | HV | Natasha Cajuste         | 2 tháng 5, 1984 (30 tuổi)   |         |            |
| 3  | TĐ | Genèvre Charles         |                             |         |            |
| 4  | HV | Kencia Marseille        | 8 tháng 11, 1980 (33 tuổi)  |         |            |
| 5  | TV | Dieunise Jean-Baptiste  | 10 tháng 8, 1994 (20 tuổi)  |         |            |
| 6  | TĐ | Kimberly Boulos         | 16 tháng 4, 1987 (27 tuổi)  |         |            |
| 7  | TV | Manoucheka Pierre-Louis | 24 tháng 6, 1989 (25 tuổi)  |         |            |
| 8  | TĐ | Kensie Bobo             | 15 tháng 10, 1992 (22 tuổi) |         |            |
| 9  | TV | Lindsay Zullo           |                             |         |            |
| 10 | TV | Wisline Dolcé           | 22 tháng 11, 1986 (27 tuổi) |         |            |
| 11 | TV | Woodlyne Robuste        | 25 tháng 4, 1992 (22 tuổi)  |         |            |
| 12 | TM | Cynthia Chéry           | 3 tháng 9, 1994 (20 tuổi)   |         |            |
| 13 | TĐ | Marie Jean-Pierre       | 14 tháng 1, 1990 (24 tuổi)  |         |            |
| 14 | TĐ | Samantha Brand          |                             |         |            |
| 15 | HV | Shanna Hudson           | 6 tháng 8, 1985 (29 tuổi)   |         |            |
| 16 | TV | Sindy Jeune             |                             |         |            |
| 17 | HV | Yvrose Gervil           |                             |         |            |
| 18 | HV | Roselord Borgella       | 1 tháng 4, 1994 (20 tuổi)   |         |            |
| 19 | HV | Clorene Rateau          | 18 tháng 1, 1993 (21 tuổi)  |         |            |
| 20 | HV | Schmid Charles          |                             |         |            |

### Trinidad và Tobago
Đội hình được công bố vào ngày 6 tháng 10 năm 2014.
| Số | Vt | Cầu thủ              | Ngày sinh (tuổi)            | Số trận | Câu lạc bộ             |
| -- | -- | -------------------- | --------------------------- | ------- | ---------------------- |
| 1  | TM | Kimika Forbes        | 26 tháng 8, 1990 (24 tuổi)  |         |                        |
| 2  | HV | Ayanna Russell       | 16 tháng 3, 1988 (26 tuổi)  |         |                        |
| 3  | TĐ | Mariah Shade         | 9 tháng 12, 1991 (22 tuổi)  |         |                        |
| 4  | HV | Rhea Belgrave        | 19 tháng 7, 1991 (23 tuổi)  |         |                        |
| 5  | TV | Arin King            | 8 tháng 2, 1991 (23 tuổi)   |         |                        |
| 6  | TV | Khadidra Debessette  | 6 tháng 1, 1995 (19 tuổi)   |         |                        |
| 7  | TV | Dernelle Mascall     | 20 tháng 10, 1988 (25 tuổi) |         |                        |
| 8  | TV | Afiyah Matthias      | 20 tháng 3, 1992 (22 tuổi)  |         |                        |
| 9  | TV | Maylee Attin Johnson | 9 tháng 5, 1986 (28 tuổi)   |         |                        |
| 10 | TV | Tasha St. Louis      | 27 tháng 3, 1986 (28 tuổi)  |         |                        |
| 11 | TV | Janine Francois      | 1 tháng 1, 1989 (25 tuổi)   |         |                        |
| 12 | TĐ | Ahkeela Mollon       | 2 tháng 4, 1995 (19 tuổi)   |         |                        |
| 13 | HV | Danielle Blair       | 16 tháng 6, 1988 (26 tuổi)  |         |                        |
| 14 | HV | Karyn Forbes         | 27 tháng 8, 1991 (23 tuổi)  |         |                        |
| 15 | TV | Liana Hinds          | 23 tháng 2, 1995 (19 tuổi)  |         |                        |
| 16 | HV | Brianna Ryce         | 25 tháng 1, 1994 (20 tuổi)  |         |                        |
| 17 | TM | Tinesha Palmer       | 16 tháng 9, 1994 (20 tuổi)  |         |                        |
| 18 | HV | Khadisha Debessette  | 6 tháng 5, 1995 (19 tuổi)   |         |                        |
| 19 | TĐ | Kennya Cordner       | 11 tháng 11, 1988 (25 tuổi) |         | Seattle Sounders Women |
| 20 | TĐ | Lauryn Hutchinson    | 6 tháng 12, 1991 (22 tuổi)  |         |                        |

### Hoa Kỳ
Đội hình được công bố vào ngày 6 tháng 10 năm 2014.
Huấn luyện viên: Jill Ellis
| Số | VT | Cầu thủ              | Ngày sinh (tuổi)            | Trận | Bàn | Câu lạc bộ             |
| -- | -- | -------------------- | --------------------------- | ---- | --- | ---------------------- |
| 1  | TM | Hope Solo            | 30 tháng 7, 1981 (33 tuổi)  | 155  | 0   | Seattle Reign FC       |
| 2  | TĐ | Sydney Leroux        | 7 tháng 5, 1990 (24 tuổi)   | 56   | 32  | Seattle Reign FC       |
| 3  | HV | Christie Rampone (c) | 24 tháng 6, 1975 (39 tuổi)  | 297  | 4   | Sky Blue FC            |
| 4  | HV | Becky Sauerbrunn     | 6 tháng 6, 1985 (29 tuổi)   | 64   | 0   | FC Kansas City         |
| 5  | HV | Kelley O'Hara        | 4 tháng 8, 1988 (26 tuổi)   | 47   | 0   | Sky Blue FC            |
| 6  | HV | Whitney Engen        | 28 tháng 11, 1987 (26 tuổi) | 19   | 2   | Houston Dash           |
| 7  | TV | Morgan Brian         | 26 tháng 2, 1993 (21 tuổi)  | 13   | 2   | Virginia               |
| 8  | TĐ | Amy Rodriguez        | 17 tháng 2, 1987 (27 tuổi)  | 111  | 28  | FC Kansas City         |
| 9  | TV | Heather O'Reilly     | 2 tháng 1, 1985 (29 tuổi)   | 208  | 41  | Boston Breakers        |
| 10 | TV | Carli Lloyd          | 16 tháng 7, 1982 (32 tuổi)  | 176  | 51  | Western New York Flash |
| 11 | HV | Ali Krieger          | 28 tháng 7, 1984 (30 tuổi)  | 49   | 1   | Washington Spirit      |
| 12 | TV | Lauren Holiday       | 30 tháng 9, 1987 (27 tuổi)  | 105  | 23  | FC Kansas City         |
| 13 | TĐ | Alex Morgan          | 2 tháng 7, 1989 (25 tuổi)   | 75   | 49  | Portland Thorns FC     |
| 14 | TĐ | Christen Press       | 29 tháng 12, 1988 (25 tuổi) | 27   | 13  | Chicago Red Stars      |
| 15 | TV | Megan Rapinoe        | 5 tháng 7, 1985 (29 tuổi)   | 87   | 27  | Seattle Reign FC       |
| 16 | HV | Meghan Klingenberg   | 2 tháng 8, 1988 (26 tuổi)   | 16   | 0   | Houston Dash           |
| 17 | TV | Tobin Heath          | 29 tháng 5, 1988 (26 tuổi)  | 77   | 9   | Portland Thorns FC     |
| 18 | TM | Ashlyn Harris        | 19 tháng 10, 1985 (28 tuổi) | 3    | 0   | Washington Spirit      |
| 19 | HV | Julie Johnston       | 6 tháng 4, 1992 (22 tuổi)   | 4    | 0   | Chicago Red Stars      |
| 20 | TĐ | Abby Wambach         | 2 tháng 6, 1980 (34 tuổi)   | 224  | 170 | Western New York Flash |

## Bảng B

### Costa Rica
Đội hình 22 cầu thủ được công bố vào ngày 29 tháng 9 năm 2014. The final roster was revealed on 3 tháng 10 năm 2014.
Huấn luyện viên: Carlos Avedissian
| Số | Vt | Cầu thủ             | Ngày sinh (tuổi)            | Số trận | Câu lạc bộ               |
| -- | -- | ------------------- | --------------------------- | ------- | ------------------------ |
| 1  | TM | Dinnia Díaz         | 14 tháng 1, 1988 (26 tuổi)  |         | UD Moravia               |
| 2  | HV | Gabriela Guillén    | 1 tháng 3, 1992 (22 tuổi)   |         | Deportivo Saprissa       |
| 3  | HV | Mariam Ugalde       | 10 tháng 5, 1990 (24 tuổi)  |         | Deportivo Saprissa       |
| 4  | TV | Mariana Benavides   | 26 tháng 12, 1994 (19 tuổi) |         | C.S. Herediano           |
| 5  | HV | Diana Sáenz         | 15 tháng 4, 1989 (25 tuổi)  |         | South Florida Bulls      |
| 6  | HV | Carol Sánchez       | 16 tháng 4, 1986 (28 tuổi)  |         | UD Moravia               |
| 7  | TV | Gloriana Villalobos | 20 tháng 8, 1999 (15 tuổi)  |         | Deportivo Saprissa       |
| 8  | HV | Daniela Cruz        | 8 tháng 3, 1991 (23 tuổi)   |         | South Florida Bulls      |
| 9  | TĐ | Carolina Venegas    | 28 tháng 9, 1991 (23 tuổi)  |         | Deportivo Saprissa       |
| 10 | TV | Shirley Cruz Traña  | 28 tháng 8, 1985 (29 tuổi)  |         | Paris Saint-Germain      |
| 11 | TĐ | Raquel Rodríguez    | 28 tháng 10, 1993 (20 tuổi) |         | Penn State               |
| 12 | TV | Lixy Rodríguez      | 4 tháng 11, 1990 (23 tuổi)  |         | L.D. Alajuelense         |
| 13 | HV | Noelia Bermúdez     | 20 tháng 9, 1994 (20 tuổi)  |         | C.S. Herediano           |
| 14 | HV | Yesmi Rodríguez     | 12 tháng 4, 1994 (20 tuổi)  |         | UD Moravia               |
| 15 | TV | Cristin Granados    | 19 tháng 8, 1989 (25 tuổi)  |         | Deportivo Saprissa       |
| 16 | TV | Katherine Alvarado  | 11 tháng 4, 1991 (23 tuổi)  |         | Deportivo Saprissa       |
| 17 | TĐ | Daphnne Herrera     | 10 tháng 10, 1996 (18 tuổi) |         | Deportivo Saprissa       |
| 18 | TM | Yirlania Arroyo     | 28 tháng 5, 1986 (28 tuổi)  |         | Sky Blue FC              |
| 19 | HV | Fabiola Sánchez     | 9 tháng 4, 1993 (21 tuổi)   |         | Martin Methodist College |
| 20 | TĐ | Wendy Acosta        | 19 tháng 12, 1989 (24 tuổi) |         | UD Moravia               |

### Jamaica
Đội hình được công bố vào ngày 5 tháng 10 năm 2014.
Huấn luyện viên: Merron Gordon
| Số | Vt | Cầu thủ               | Ngày sinh (tuổi)            | Số trận | Câu lạc bộ           |
| -- | -- | --------------------- | --------------------------- | ------- | -------------------- |
| 1  | TM | Taylor Grant          |                             |         | Vaughan Azzuri       |
| 2  | TV | Lauren Silver         |                             |         | Florida State        |
| 3  | HV | Monique Pryce         | 18 tháng 5, 1991 (23 tuổi)  |         | G.C. Foster College  |
| 4  | TV | Donna-Kay Henry       | 10 tháng 11, 1990 (23 tuổi) |         | BK Knights           |
| 5  | HV | Mitsy Facey           | 22 tháng 12, 1985 (28 tuổi) |         | G.C. Foster College  |
| 6  | HV | Alicia Wilson         | 19 tháng 12, 1979 (34 tuổi) |         | Adenal Coronado      |
| 7  | TĐ | Venicia Reid          | 28 tháng 10, 1987 (26 tuổi) |         | Fraziers Whip        |
| 8  | TĐ | Sonaska Young         | 27 tháng 3, 1986 (28 tuổi)  |         |                      |
| 9  | TĐ | Shakira Duncan        |                             |         | Harbour View F.C.    |
| 10 | TV | Omolyn Davis          | 9 tháng 8, 1987 (27 tuổi)   |         | CSHVSM               |
| 11 | TV | Christina Murray      | 8 tháng 10, 1989 (25 tuổi)  |         | Waterhouse F.C.      |
| 12 | HV | Sashana Campbell      | 2 tháng 3, 1991 (23 tuổi)   |         | Los Perfectos        |
| 13 | TM | Nicole McClure        | 16 tháng 11, 1989 (24 tuổi) |         | Östersunds DFF       |
| 14 | TĐ | Alexa Allen           | 27 tháng 3, 1986 (28 tuổi)  |         | North Carolina State |
| 15 | TĐ | Shaneka Gordon        |                             |         |                      |
| 16 | HV | Yolanda Hamilton      | 26 tháng 5, 1987 (27 tuổi)  |         | Barbican FC          |
| 17 | TV | Nicole Campbell-Green |                             |         | GS United            |
| 18 | HV | Sherona Forrester     | 4 tháng 11, 1991 (22 tuổi)  |         | Kingston University  |
| 19 | TĐ | Shantel Bailey        |                             |         |                      |
| 20 | TV | Jodi-Ann McGregor     |                             |         | Barbican FC          |

### Martinique
Đội hình được công bố vào ngày 8 tháng 10 năm 2014.
Huấn luyện viên: Charlaine Marie Jeanne
| Số | Vt | Cầu thủ            | Ngày sinh (tuổi) | Số trận | Câu lạc bộ |
| -- | -- | ------------------ | ---------------- | ------- | ---------- |
| 1  | TM | Benedicte Hubbel   |                  |         |            |
| 2  | TĐ | Sarah Melgire      |                  |         |            |
| 3  | HV | Clara Kichenama    |                  |         |            |
| 4  | HV | Dorialina Dijon    |                  |         |            |
| 5  | TV | Johanne Guillou    |                  |         |            |
| 6  | TĐ | Sandra Parfait     |                  |         |            |
| 7  | TĐ | Kelly Brena        |                  |         |            |
| 8  | TĐ | Lena Mauconduit    |                  |         |            |
| 9  | TV | Nathalela Paulin   |                  |         |            |
| 10 | TV | Audrey Bernabe     |                  |         |            |
| 11 | HV | Sylvia Solbiac     |                  |         |            |
| 12 | TV | Prisca Carin       |                  |         |            |
| 13 | HV | Loriane Martial    |                  |         |            |
| 14 | HV | Catherine Noel     |                  |         |            |
| 15 | HV | Jacques Mandy      |                  |         |            |
| 16 | TM | Cathy Bellune      |                  |         |            |
| 17 | HV | Nathalie Rangoly   |                  |         |            |
| 18 | TĐ | Aurelie Rouge      |                  |         |            |
| 19 | TV | Alexandra Croisetu |                  |         |            |
| 20 | HV | Catherine Ravi     |                  |         |            |

### México
Đội hình được công bố vào ngày 13 tháng 10 năm 2014.
Huấn luyện viên: Leonardo Cuéllar
| Số | Vt | Cầu thủ            | Ngày sinh (tuổi)            | Số trận | Câu lạc bộ |
| -- | -- | ------------------ | --------------------------- | ------- | ---------- |
| 1  | TM | Cecilia Santiago   | 19 tháng 10, 1994 (19 tuổi) |         |            |
| 2  | HV | Arianna Romero     | 29 tháng 7, 1992 (22 tuổi)  |         |            |
| 3  | HV | Bianca Sierra      | 25 tháng 6, 1992 (22 tuổi)  |         |            |
| 4  | HV | Alina Garciamendez | 16 tháng 4, 1991 (23 tuổi)  |         |            |
| 5  | HV | Paulina Solís      | 13 tháng 3, 1996 (18 tuổi)  |         |            |
| 6  | TV | Liliana Mercado    | 22 tháng 10, 1988 (25 tuổi) |         |            |
| 7  | TV | Nayeli Rangel      | 28 tháng 2, 1992 (22 tuổi)  |         |            |
| 8  | TV | Teresa Noyola      | 15 tháng 4, 1990 (24 tuổi)  |         |            |
| 9  | TĐ | Charlyn Corral     | 11 tháng 9, 1991 (23 tuổi)  |         |            |
| 10 | TĐ | Stephany Mayor     | 23 tháng 9, 1991 (23 tuổi)  |         |            |
| 11 | TĐ | Mónica Ocampo      | 4 tháng 1, 1987 (27 tuổi)   |         |            |
| 12 | TM | Pamela Tajonar     | 2 tháng 12, 1984 (29 tuổi)  |         |            |
| 13 | HV | Kenti Robles       | 15 tháng 2, 1991 (23 tuổi)  |         |            |
| 14 | HV | Mónica Alvarado    | 11 tháng 1, 1991 (23 tuổi)  |         |            |
| 15 | HV | Christina Murillo  | 28 tháng 1, 1993 (21 tuổi)  |         |            |
| 16 | TV | Karla Nieto        | 9 tháng 1, 1995 (19 tuổi)   |         |            |
| 17 | TĐ | Veronica Perez     | 18 tháng 5, 1988 (26 tuổi)  |         |            |
| 18 | TV | Dinora Garza       | 24 tháng 1, 1988 (26 tuổi)  |         |            |
| 19 | TĐ | Tanya Samarzich    | 28 tháng 12, 1994 (19 tuổi) |         |            |
| 20 | TĐ | Luz Duarte         | 29 tháng 8, 1995 (19 tuổi)  |         |            |